# NGC 7816
NGC 7816 è una galassia a spirale (Sbc) situata nei Pesci. Possiede una declinazione di +07° 28' 42" e un'ascensione retta di 00 ore, 03 minuti e 49,0 secondi.
NGC 7816 fu scoperta nel 1785 da William Herschel.